# Tuo, Simon (romanzo)
Tuo, Simon (Simon vs. the Homo Sapiens Agenda) è un romanzo di Becky Albertalli, opera prima della scrittrice. L'opera si incentra sulle vicende di Simon Spier, adolescente omosessuale a cui viene fatto outing attraverso il leak di e-mail scambiate con un anonimo compagno di scuola. Dal libro è stato tratto un film (omonimo per il mercato italiano ma non in lingua originale).

## Sinossi
Simon Spier è uno studente liceale omosessuale non dichiarato di 16 anni, con una grande passione per i musical teatrali che vive nel sobborgo di Atlanta, in Georgia. Sebbene la sua famiglia e i suoi amici non sappiano nulla del suo orientamento sessuale, Simon scambia delle e-mail con un altro studente della sua scuola che si firma come "Blue" senza rivelare la sua identità. Lo stesso Simon utilizza uno pseudonimo, Jacques. Quando i due diventano più intimi, Simon inizia ad essere ricattato dal conoscente Martin che, scoperto per caso lo scambio di e-mail, minaccia Simon di rivelare tutto qualora lui non lo aiutasse a conquistare il cuore di Abby, amica stretta di Simon. Simon dovrà dunque combattere per conservare la propria privacy senza perdere né l'amicizia di Abby né il legame di Blue. Quando il suo segreto viene rivelato, tuttavia, dopo le iniziali difficoltà la situazione riesce ad evolversi verso un nuovo equilibrio.

## Titoli alternativi
La prima edizione italiana del libro, precedente alla pubblicazione del film, è intitolata Non so chi sei, ma io sono qui. Nelle edizioni successive il titolo è stato invece adeguato a quello della sua trasposizione cinematografica.

## Premi e riconoscimenti
L'opera ha ricevuto svariati premi, tra cui il William C. Morris Award assegnato ogni anno dall'associazione American Library Association a quello che reputa il miglior romanzo young adult dell'anno. Il Wall Street Journal l'ha definito uno dei migliori romanzi young adult del 2015.

## Sequel
Nel 2018 l'autrice ha pubblicato un sequel del romanzo intitolato Sempre e solo Leah in italiano e Leah on the Offbeat in inglese. Il romanzo si focalizza sulla storia di Leah, una delle migliori amiche di Simon nel primo libro.